# Roskilde Cykle Ring
Roskilde Cykle Ring (в переводе с дат. — «Роскильдское велосипедное кольцо») — датский любительский велосипедный клуб, расположенный в городе Роскилле. Штаб-квартира клуба находится в Кильдевенгете.

## Деятельность клуба
Велоклуб Roskilde Cykle Ring был основан в 1932 году с целью развития велоспорта среди молодёжи и взрослых, а также для поддержки талантливых гонщиков.
Roskilde Cykle Ring занимается как шоссейным, так и трековым велоспортом, что позволяет участникам развивать свои навыки в различных направлениях.
В клубе есть команды для различных возрастных групп, включая U17, а также программы для детей и юношей.
Клуб предлагает регулярные тренировки для своих членов, что способствует их физическому развитию и подготовке к соревнованиям.
Roskilde Cykle Ring организует различные мероприятия и соревнования, включая медальные гонки и другие клубные мероприятия.
Существуют разные категории членства, включая взрослое, молодёжное и детское, что позволяет привлечь участников разного возраста и уровня подготовки.
Клуб является базовым для юниорской команды Team Uno-X - Carl Ras Roskilde Junior, созданной для выявления и поддержки молодых велосипедистов. Эта команда стала одной из лучших юниорских команд, с множеством успешных гонщиков в своем составе.